# 설교시첩
설교시첩(雪窖詩帖)은 대한민국 대전광역시 유성구 대전시립박물관에 있는 조선시대의 시첩이다. 1997년 1월 9일 대전광역시의 유형문화재 제27호로 지정되었다.

## 개요
청음 김상헌(1570∼1652) 선생이 병자호란(1636∼1637)때 척화(斥和)를 주장하였다가 심양에 볼모로 잡혀가 있을 동안(1640∼1641)에 지은 기행 한문 시첩이다.
이 시첩은 심양에 함께 잡혀갔던 조한영(1608∼1670)이 편찬한 것으로, 병풍처럼 펼쳐 볼 수 있는 형태로 되어 있으며 크기는 가로 32cm, 세로 34.5cm이다.
첫머리에는 김상헌 선생이 고국에 돌아와 쓴 서문이 있으며, 본문의 각 시마다는 서명을 하였는데 동궁인 봉림대군에게 올린 시에만 김상헌이라고 성명을 썼다. 권의 끝부분에는 조한영의 글이 있다.
이 시첩은 병자호란과 관련있는 역사자료일 뿐만 아니라 김상헌 선생의 자필 원고의 원본으로 서예사의 귀중한 자료이다.

## 같이 보기
- 김상헌

## 참고 문헌
- 설교시첩 - 국가유산청 국가유산포털